# Полищук, Виктор Петрович (учёный)
Ви́ктор Петро́вич Полищу́к (1931, с. Колодистое Черкасской области Украины — 5 ноября 2017, Киев, Украина) — советский и украинский учёный-пчеловод. Доктор сельскохозяйственных наук, профессор (1990), заслуженный и почётный профессор Национального университета биоресурсов и природопользования Украины. Его называют «старейшиной украинской науки пчеловодства».

## Биография
Окончил Боярский техникум пчеловодства (1951) и Украинскую сельскохозяйственную академию (1956), указывается в числе выдающихся личностей, связанных с последней. Стал в последней же одним из первых аспирантов по пчеловодству — по кафедре зоотехнии, руководили которыми её заведующий проф. Н. Н. Колесник и В. А. Нестерводский.
Окончив в 1961 году аспирантуру, с того же года непрерывно работает в альма-матер — ныне Национальный университет биоресурсов и природопользования — ассистент, доцент, в 1988—2000 гг. заведующий воссозданной кафедрой технологии производства продукции пчеловодства, с 1990 года профессор, ныне профессор кафедры коневодства и пчеловодства.
Подготовил одного доктора (В. Д. Броварский) и 10 кандидатов наук. В 1962 г. защитил диссертацию «Нектаропродуктивность и использования фацелии для улучшения кормовой базы пчеловодства в условиях Полесья Украины» на соискание ученой степени кандидата сельскохозяйственных наук, а в 1988 г. — докторскую «Научные основы повышения комплексной продуктивности пчелиных семей».
Член общественной организации Академия наук высшей школы Украины (1996). Член редколлегий журналов «Український пасічник», «Пасіка», «Пасічник».
Награждён орденом Равноапостольного князя Владимира Великого III степени, почетной грамотой ректора «За особые заслуги перед Национальным аграрным университетом», почетным знаком «Знак почета» Министерства аграрной политики Украины, благодарностью от Киевского городского головы. Отмечен наградой Ярослава Мудрого АН высшей школы Украины (1999).
Опубликовал 274 работы, в том числе 12 учебников и пособий, 8 монографий, 15 методических разработок и 9 авторских свидетельств.
- Медоносні дерева і кущі / В. П. Поліщук, В. І. Білоус. — К.: «Урожай», 1972. — 160 с.
- Збільшення виробництва продукції бджільництва. — К. : Урожай, 1975. — 144 с.
- Бджільництво: навч. посіб. / О. Г. Мегедь, В. П. Поліщук. — К.: Вища шк., 1987. — 336 с.
- Пчеловодство / А. Г. Мегедь, В. П. Полищук. — К.: Вища шк., 1990. — 325 с.
- Бджільництво: підруч. — К.: Вища школа, 2001. — 287 с.